# 中国国际直升机博览会
中国国际直升机博览会，全称中国（天津）国际直升机博览会，简称天津航展和天津直博会，创办于2011年，是目前中国唯一经国务院批准的国家级国际直升机专业展会。

## 概况
中国（天津）国际直升机博览会自2011年创办，由天津市人民政府、中国航空工业集团公司和中国人民解放军总参谋部陆航部主办，天津市滨海新区人民政府协办，每两年举办一届，逢单年在天津市滨海新区的空港经济区举办，与珠海航展交错举办。展会开幕前，还会举办中国直升机发展论坛等研讨挥动。天津航展展会周边航空产业、设施和科研单位密布，毗邻天津滨海国际机场、东方通用直升飞机场、中国民航大学，以及中国航空航天的“三机、一箭、一星、一站”生产研发基地，即空客A320天津总装公司（大飞机）、中国航空工业集团公司生产基地（直升机）、曙光无人机制造基地（无人机）、长征五号运载火箭生产基地（一箭）、北斗卫星的有效荷载的系统（一星）和航天空间站（一站）等。

## 历届博览会

### 第一届
第一届直升机博览会于2011年9月15至18日举办。参加的有国际企业有欧洲直升机公司、美国西科斯基公司、中航直升机公司、俄罗斯直升机公司、意大利阿古斯塔-韦斯特兰公司、美国贝尔直升机公司、美国波音公司、瑞士马瑞科公司、波兰PZL公司等11家直升机整机生产厂；加拿大普惠、法国透博梅卡、法国赛风集团等7家发动机制造企业；英国奎纳提克技术集团、俄罗斯蒂娜梅卡等4家飞行模拟器制造企业等，共计200余家国际知名航空企业参展。

### 第二届
第二届直升机博览会于2013年9月5日至8日举办。

### 第三届
第三届直升机博览会于2015年9月9日至13日举办，有来自全球20个国家和地区的366家企业参展，56架直升机真机参展参演。

### 第四届
第四届直升机博览会于2017年9月14日至17日举办。

### 第五届
第五届直升机博览会于2019年10月10日至13日举办。

### 第六届
第六届直升机博览会于2023年9月14日至17日举办(2021年，因疫情延後)。